# عين افرص
عين افرص بلدية تابعة لدائرة عين فكان ولاية معسكر تقع بين عوف والمامونية يقطنها حوالي 15000 نسمة. 
وهي تابعة إداريا لدائرة عين فكان، وتقع في أقصى شرق الولاية، في الحدود الإقليمية بين ولاية سيدي بلعباس و معسكر، حيث يحدها من الغرب دائرة سفيزف بسيدي بلعباس و لا يفصلها عن ولاية سعيدة سوى 5 كلم من الجنوب في منطقة هونت الجبلية بسعيدة.
المنطقة يسكنها حوالي 2000 نسمة، وتتميز بكونها منطقة رعوية خاصة بعد انحسار وشحّ المياه بالمنطقة التي كانت تتمتع أيضا في وقت مضى بحقولها الخصبة.